# Frets on Fire
Frets on Fire é um jogo de computador no qual o jogador utiliza o teclado para selecionar as notas músicais completando a música. O jogo foi o vencedor do Assembly Demo Party 2006, uma competição de desenvolvimento de jogos.
Agora, em 2007 já existem muitos Mods ("Modificações") para deixar o jogo com outra 'face' e até mesmo um clone dos famosos Guitar Hero e Rock Band. Muitas músicas novas foram adicionadas, isso sem contar com as que estão sendo criadas ainda nesses últimos meses.
Frets on Fire é um software open source. O jogo foi programado em linguagem de programa Python. O jogo possui imagens e sons sobre propriedades registradas.

O mascote do "Frets on Fire". Descrito pelos desenvolvedores como um "sósia do Elvis Costello com um teclado" (note que a silhueta é de fato uma pose de Costello na arte de capa do álbum My Aim Is True).